# Zappos
Zappos est une entreprise de vente de chaussures par Internet dirigée par Tony Hsieh jusqu'à sa mort en 2020, filiale d'Amazon et implantée à Las Vegas.
La société a été achetée par Amazon en 2009 pour 1,2 milliard de dollars.